# Viljem III. Oranski
Viljem III. (Viljem Henrik; nizozemsko Willem Hendrik; 4. november 1650 – 8. marec 1702), [lower-alpha 2], splošno znan tudi kot Viljem Oranski, je bil suvereni princ Oranski od rojstva, Stadtholder Holandije, Zeelandije, Utrechta, Gueldersa in Overijssel v Republiki Nizozemski od leta 1670 in kralj Anglije, Irske in Škotske od leta 1689 do svoje smrti leta 1702. Kot škotski kralj je znan kot William II. Na Irskem in Škotskem je včasih neuradno znan kot kralj Billy. Njegovo zmago v bitki pri Boynu leta 1690 obeležujejo unionisti, ki v njegovo čast izobešajo oranžne barve. Veliki Britaniji je vladal skupaj s svojo ženo in sestrično, kraljico Marijo II., ljudska zgodovina pa njuno vladavino običajno omenja kot Viljema in Marije.
Viljem je bil edini otrok Viljema II., Oranskega in Marije, kraljeve princese, hčerke angleškega, škotskega in irskega kralja Karla I. Njegov oče je umrl teden dni pred njegovim rojstvom, tako da je Viljem III. postal oranski princ od rojstva. Leta 1677 se je poročil s svojo sestrično Marijo, najstarejšo hčerko svojega strica po materini strani Jakoba, vojvode Yorškega, mlajšega brata in kasnejšega naslednika kralja Karla II.
Protestantski Viljem je sodeloval v več vojnah proti močnemu katoliškemu francoskemu vladarju Ludviku XIV. v koaliciji s protestantskimi in katoliškimi silami v Evropi. Mnogi protestanti so Viljema razglasili za zagovornika svoje vere. Leta 1685 je njegov katoliški stric in tast Jakob postal kralj Anglije, Škotske in Irske. Jakobova vladavina ni bila priljubljena pri protestantski večini v Britaniji, ki se je bala oživitve katolicizma. Viljem je ob podpori skupine vplivnih britanskih političnih in verskih voditeljev napadel Anglijo v tem, kar je postalo znano kot Slavna revolucija. Leta 1688 je pristal v jugozahodnem angleškem pristanišču Brixham; Jakob je bil kmalu zatem odstavljen.
Viljemov sloves prepričanega protestanta je njemu in njegovi ženi omogočil prevzem oblasti. V zgodnjih letih svoje vladavine je bil Viljem zaposlen v tujini z devetletno vojno (1688–1697), tako da je Marija sama vladala Britaniji. Umrla je leta 1694. Leta 1696 so Jakobiti, frakcija, zvesta odstavljenemu Jakobu, neuspešno načrtovali atentat na Viljema in njegovo vrnitev na prestol. Viljemovo pomanjkanje otrok in smrt leta 1700 njegovega nečaka princa Viljema, vojvode Gloucesterskega, sina njegove svakinje Ane, sta ogrozila protestantsko nasledstvo. Nevarnost so preprečili tako, da so daljne sorodnike, protestantske Hanoverčane, postavili v vrsto za prestol z aktom o poravnavi 1701 (Act of Settlement). Po njegovi smrti leta 1702 je kralja v Veliki Britaniji nasledila Ana, kot naslovnega princa Oranskega pa njegov bratranec Janez Viljem Friso, s čimer se je začelo drugo obdobje brez stadholderjev.

## Zgodnje življenje

### Rojstvo in družina
Viljem III. se je rodil v Haagu v Nizozemski republiki 4. novembra 1650. Krščen Viljem Henrik (nizozemsko Willem Hendrik), bil je edini otrok Marije, kraljeve princese, in stadtholderja Viljema II., Oranskega. Njegova mati je bila najstarejša hči angleškega, škotskega in irskega kralja Karla I. ter sestra kralja Karla II. in Jakoba II. in VII.
Osem dni pred Viljemovim rojstvom je njegov oče umrl zaradi črnih koz; tako je bil Viljem suvereni princ Orange od svojega rojstva. Takoj je prišlo do spora med njegovo mamo in babico po očetovi strani Amalijo iz Solms-Braunfelško glede imena, ki naj bi ga dali dojenčku. Marija ga je želela poimenovati Karel po svojem bratu, vendar je njena tašča vztrajala, da mu da ime Viljem (Willem), da bi okrepila njegove možnosti, da postane stadtholder. Viljem II. je svojo ženo v svoji oporoki imenoval za skrbnico njunega sina; vendar je dokument ob smrti Viljema II. ostal nepodpisan in ničen. 13. avgusta 1651 je Hoge Raad van Holland en Zeeland (vrhovno sodišče) razsodilo, da bo skrbništvo razdeljeno med njegovo materjo, njegovo babico po očetovi strani in Friderikom Viljemom, volilnim knezom Brandenburga čigar žena, Ludvika Henrieta, je bila najstarejša sestra Viljema II.

### Otroštvo in izobraževanje
Viljemova mati ni kazala veliko zanimanja za svojega sina, včasih je bila več let odsotna in se je vedno namenoma držala ločeno od nizozemske družbe. Viljamovo izobraževanje je bilo najprej predano več nizozemskim guvernantam, nekaterim angleškega porekla, vključno z Walburg Howard  in škotsko plemkinjo Lady Anno Mackenzie. Od aprila 1656 je princ vsakodnevno prejemal navodila o reformirani veri od kalvinističnega pridigarja Kornelisa Triglanda, privrženca kontraremonstrantskega teologa Gisbertusa Voetiusa.
Idealna izobrazba za Viljema je bila opisana v Discours sur la nourriture de SH Monseigneur le Prince d'Orange, kratki razpravi, ki jo je morda napisal eden od Viljemovih učiteljev, Konstantijn Huygens. V teh lekcijah so princa učili, da je bil vnaprej določen, da postane instrument božanske previdnosti in izpolni zgodovinsko usodo rodbine Orange-Nassau.
Od začetka leta 1659 je Viljem preživel sedem let na Univerzi v Leidnu za formalno izobraževanje pod vodstvom profesorja etike Henrika Borniusa (čeprav se ni nikoli uradno vpisal kot študent). Medtem ko je prebival v Prinsenhofu v Delftu, je imel Viljem majhno osebno spremstvo, vključno s Hansom Viljemom Bentinckom in novim guvernerjem Friderikom Nassauvskim Zuylensteinom, ki je bil (kot nezakonski sin stadtholderja Friderika Henrika Oranskega) njegov stric po očetovi strani.
Veliki upokojenec Johan de Witt in njegov stric Kornelis de Graeff sta prisilila nizozemske stanove, da so prevzeli Viljemovo izobraževanje in zagotovila, da bo pridobil veščine za služenje v prihodnji – čeprav nedoločeni – državni funkciji; stanovi so to sprejeli 25. septembra 1660.  Ta prva vpletenost oblasti ni trajala dolgo. 23. decembra 1660, ko je bil Viljem star deset let, je njegova mati umrla zaradi črnih koz v palači Whitehall v Londonu, ko je obiskala svojega brata, nedavno obnovljenega kralja Karla II. V svoji oporoki je Marija zahtevala, da Karel skrbi za Viljemove interese in Karel je zdaj zahteval, da stanovi Holandije prenehajo s svojim vmešavanjem. Da bi pomirili Karla, so 30. septembra 1661 ugodili. Tistega leta je Zuylenstein začel delati za Karla in napeljal Viljema, da je svojemu stricu pisal pisma in ga prosil, naj Viljemu nekega dne pomaga postati stadtholder. Po materini smrti sta Viljamova izobrazba in skrbništvo postala točka spora med podporniki njegove dinastije in zagovorniki bolj republikanske Nizozemske.
Nizozemske oblasti so se sprva po najboljših močeh trudile ignorirati te spletke, toda v drugi anglo-nizozemski vojni je bil eden od Karlovih mirovnih pogojev izboljšanje položaja njegovega nečaka. Kot protiukrep leta 1666, ko je imel Viljem šestnajst let, so ga stanovi uradno razglasili za varovanca vlade ali za "otroka države". Vsi proangleški dvorjani, vključno z Zuylensteinom, so bili odstranjeni iz Viljemove družbe. Viljem je prosil De Witta, naj dovoli Zuylensteinu ostati, a je ta zavrnil. De Witt, vodilni politik republike, je vzel Viljemovo izobraževanje v svoje roke, ga tedensko poučeval o državnih zadevah in se mu pridružil pri rednih igrah pravega tenisa.

## Prve zadolžitve

### Izključitev iz stadtholderstva
Po smrti Viljemovega očeta je v večini provinc položaj stadtholderja ostal prazen. Na zahtevo Oliverja Cromwella je imela Westminstrska pogodba, ki je končala prvo anglo-nizozemsko vojno, tajno prilogo, ki je zahtevala Zakon o osamitvi, ki je provinci Holandiji prepovedoval imenovanje člana Dinastije Oranskih za stadtholderja. Po angleški obnovi je bil akt o osamitvi, ki ni dolgo ostal skrivnost, razglašen za ničnega, saj angleški Commonwealth (s katerim je bila sklenjena pogodba) ni več obstajal. Leta 1660 sta Marija in Amalija skušali prepričati več provinc, da bi Viljema imenovali za svojega bodočega stadtholderja, a so vse najprej zavrnile.
Leta 1667, ko se je Viljem III. približeval starosti 18 let, ga je oranžistična stranka ponovno poskušala pripeljati na oblast tako, da mu je zagotovila položaj stadtholderja in generalnega kapitana. Da bi preprečil ponovno vzpostavitev vpliva Oranške hiše, je De Witt, vodja stanov, dovolil haarlemskemu upokojencu Gasparju Fagelu, da napelje holandske stanove k izdaji večnega edikta. Edikt je razglasil, da generalni kapitan ali generalni admiral Nizozemske ne more služiti kot stadtholder v nobeni provinci. Kljub temu so Viljemovi podporniki iskali načine za povečanje njegovega ugleda in 19. septembra 1668 so ga stanovi Zeelanda imenovali za prvega plemiča. Da bi prejel to čast, je moral William uiti pozornosti svojih stanovskih učiteljev in na skrivaj odpotovati v Middelburg.  Mesec dni pozneje je Amalija Viljemu dovolila, da sam upravlja svoje gospodinjstvo, in ga razglasila za polnoletnega.
Provinca Holandija, središče anti-oranžizma, je marca 1670 odpravila urad stadtholderja in štiri druge province so sledile temu zgledu in vzpostavile tako imenovano "harmonijo". De Witt je od vsakega nizozemskega regenta (člana mestnega sveta) zahteval prisego, da bo spoštoval edikt; vsi razen enega so upoštevali. Viljem je vse to razumel kot poraz, toda dogovor je bil kompromis: De Witt bi princa raje popolnoma ignoriral, toda zdaj je bil njegov morebitni vzpon na položaj vrhovnega poveljnika vojske impliciten. De Witt je nadalje priznal, da bo Viljem sprejet kot član Raad van State, državnega sveta, takrat splošnega organa, ki je upravljal obrambni proračun. Viljem je bil 31. maja 1670 uveden v svet s polno glasovalno pravico, kljub De Wittovim poskusom, da bi njegovo vlogo omejil na vlogo svetovalca.

### Konflikt z republikanci
Novembra 1670 je Viljem dobil dovoljenje za potovanje v Anglijo, da bi Karla pozval, naj vrne vsaj del dolga od 2.797.859 guldenov, ki ga je hiša Stuart dolgovala hiši Orange. Karel ni mogel plačati, toda Viljem se je strinjal z znižanjem dolgovanega zneska na 1.800.000 guldnov. Karel je ugotovil, da je njegov nečak predan kalvinist in domoljuben Nizozemec, zato je premislil o svoji želji, da bi mu pokazal tajno pogodbo iz Doverja s Francijo, ki je bila usmerjena v uničenje nizozemske republike in namestitev Viljema kot "suverena" ožje nizozemske države. Poleg različnih političnih nazorov je Viljem ugotovil, da se njegov življenjski slog razlikuje od njegovih stricev, Karla in Jakoba, ki sta se bolj ukvarjala s pijačo, igrami na srečo in skakanjem z ljubicami.
Naslednje leto se je varnost republike hitro poslabšala, saj je anglo-francoski napad postal neizbežen. Glede na grožnjo so stanovi Gelderlanda želeli, da bi bil Viljem kljub njegovi mladosti in neizkušenosti čim prej imenovan za generalnega kapitana vojske nizozemskih stanov. 15. decembra 1671 so stanovi Utrechta to sprejele kot svojo uradno politiko. 19. januarja 1672 so Stanovi Holandije dale nasprotni predlog: da naj imenujejo Viljema samo za eno kampanjo. Princ je to zavrnil in 25. februarja je bil dosežen kompromis: imenovanje Generalnih stanov za eno poletje, čemur je sledilo stalno imenovanje na njegov 22. rojstni dan.
Medtem je Viljem januarja 1672 Karlu napisal tajno pismo, v katerem je svojega strica prosil, naj izkoristi situacijo in pritisne na Stanove, da imenujejo Viljema za stadtholderja. V zameno bi Viljem povezal republiko z Anglijo in služil Karlovim interesom, kolikor sta mu dovoljevali njegova "čast in zvestoba tej državi". Karel ni ukrepal glede predloga in je nadaljeval svoje vojne načrte s svojim francoskim zaveznikom.

## Postane stadtholder

### Leto katastrofe: 1672
Za Nizozemsko republiko se je leto 1672 izkazalo za katastrofalno. Postalo je znano kot Rampjaar ('leto katastrofe'), ker so v francosko-nizozemski vojni in tretji anglo-nizozemski vojni Francija in njeni zavezniki napadli Nizozemsko: Anglija, Münster in Köln . Čeprav je bila anglo-francoska flota onesposobljena zaradi bitke pri Solebayu, je francoska vojska junija hitro zavzela provinci Gelderland in Utrecht. 14. junija se je Viljem z ostanki svoje terenske vojske umaknil v Holandijo, kjer so Stanovi 8. junija ukazali poplaviti nizozemsko vodno črto. Francoski kralj Ludvik XIV. je, misleč, da je vojne konec, začel pogajanja, da bi od Nizozemcev izvlekel čim večjo vsoto denarja. Prisotnost velike francoske vojske v srcu Republike je povzročila splošno paniko in ljudje so se obrnili proti De Wittu in njegovim zaveznikom.
4. julija so Stanovi Holandije imenovali Viljema za stadtholderja, ki je prisegel pet dni pozneje. Naslednji dan se je posebni odposlanec Karla II., Lord Arlington, srečal z Viljemom v Nieuwerbrugu in mu predstavil Karlov predlog. V zameno za Viljemovo kapitulacijo pred Anglijo in Francijo bi Karel imenoval Viljema za suverenega princa Holandije, namesto stadtholderja (zgolj državnega uradnika). Ko je Viljem zavrnil, je Arlington zagrozil, da bo Viljem priča koncu obstoja Republike. Viljem je slavno odgovoril: "Obstaja en način, da se temu izognemo: umreti pri obrambi v zadnjem jarku." 7. julija je bilo poplavljanje končano in nadaljnje napredovanje francoske vojske je bilo dejansko blokirano. 16. julija je Zeeland Viljemu ponudil stadtholderstvo.
Johan de Witt ni mogel delovati kot Veliki upokojenec, potem ko je bil 21. junija ranjen v poskusu napada nanj. 15. avgusta je Viljem objavil Karlovo pismo, v katerem je angleški kralj izjavil, da je začel vojno zaradi agresije De Wittove frakcije. To je podžgalo ljudi, De Witta in njegovega brata Kornelisa, je 20. avgusta v Haagu brutalno umorila oranžistična civilna milica. Pozneje je Viljem zamenjal številne nizozemske regente s svojimi privrženci. 
Čeprav Viljemova vpletenost v linč ni bila nikoli dokazana (in nekateri nizozemski zgodovinarji iz 19. stoletja so se trudili ovreči, da je bil soudeleženec), je onemogočil poskuse pregona voditeljev in nekatere, kot je Henrika Verhoeffa, celo nagradil z denarjem., in druge, kot sta Johan van Banchem in Johan Kievit, z visokimi uradi. To je škodovalo njegovemu ugledu na enak način kot njegova kasnejša dejanja v Glencoeju.
Viljem je nadaljeval z bojem proti napadalcem iz Anglije in Francije ter se povezal s Španijo in Brandenburgom. Novembra 1672 je svojo vojsko odpeljal v Maastricht, da bi ogrozil francoske oskrbovalne linije.  Do leta 1673 se je položaj na Nizozemskem še izboljšal. Čeprav je Ludvik zadržal Maastricht in Viljemov napad na Charleroi ni uspel, je poročnik-admiral Michiel de Ruyter trikrat premagal anglo-francosko ladjevje, kar je prisililo Karla, da prekine vojaško sodelovanje Anglije z Westminstrsko pogodbo; po letu 1673 se je Francija počasi umaknila z nizozemskega ozemlja (z izjemo Maastrichta), medtem ko je pridobivala drugod.
Fagel je zdaj predlagal, da se osvobojene province Utrecht, Gelderland in Overijssel obravnavajo kot osvojeno ozemlje ( Dežele generalitete), kot kazen za njihovo hitro predajo sovražniku. Viljem je to zavrnil, vendar je pridobil posebno pooblastilo Generalnih stanov, da na novo imenuje vse delegate v Stanove teh provinc. Viljemovi privrženci v deželah Utrecht so ga 26. aprila 1674 imenovali za dednega stadtholderja. 30. januarja 1675 so mu Stanovi Gelderlanda ponudili naslova vojvode Gelderskega in grofa Zutphena. Zaradi negativnih odzivov Zeelanda in mesta Amsterdam se je Viljem na koncu odločil zavrniti te časti; namesto tega je bil imenovan za stadtholderja Gelderlanda in Overijssel. Spinozino opozorilo v njegovem Političnem traktatu iz leta 1677 o potrebi po ureditvi države tako, da bodo državljani ohranili nadzor nad suverenom, je bil vpliven izraz tega nelagodja zaradi koncentracije moči v eni osebi.

### Poroka
Med vojno s Francijo je Viljem poskušal izboljšati svoj položaj tako, da se je leta 1677 poročil s svojo prvo sestrično Marijo, starejšo preživelo hčerko vojvode Yorškega, kasnejšega angleškega kralja Jakoba II. Marija je bila enajst let mlajša od njega in pričakoval je odpor amsterdamskih trgovcev, ki niso marali njegove matere (še ene Marije Stuart), toda Viljem je verjel, da bo poroka z Marijo povečala njegove možnosti za nasledstvo Karlovih kraljestev in odtegnila angleškega monarha od njegove profrancoske politike. Jakob ni bil naklonjen privolitvi, vendar je Karel II. pritiskal na svojega brata, naj se strinja. Karel je želel izkoristiti možnost poroke, da bi pridobil moč v pogajanjih v zvezi z vojno, vendar je Viljem vztrajal, da se o obeh vprašanjih odloča ločeno. Karel je popustil in škof Henry Compton je par poročil 4. novembra 1677. Marija je kmalu po poroki zanosila, vendar je splavila. Po nadaljnji bolezni pozneje leta 1678 ni nikoli več zanosila.
V celotnem zakonu Viljema in Marije je imel Viljem samo eno cenjeno ljubico, Elizabeth Villiers, v nasprotju s številnimi ljubicami, ki so jih odkrito imeli njegovi strici.

### Mir s Francijo, spletke z Anglijo
Do leta 1678 je Ludvik XIV. sklenil mir z Nizozemsko republiko. Kljub temu so napetosti ostale: Viljem je ostal sumničav do Ludvika, saj je mislil, da francoski kralj želi "splošno kraljevanje" nad Evropo; Ludvik je Viljema opisal kot "svojega smrtnega sovražnika" in ga videl kot nevljudnega vojnega hujskača. Francoske aneksije v Južni Nizozemski in Nemčiji (politika Réunion ) ter preklic Nantskega edikta leta 1685 so povzročile val hugenotskih beguncev v republiko. To je vodilo Viljema III., da se je leta 1686 pridružil različnim protifrancoskim zavezništvom, kot je Asociacijska zveza in končno Augsburška zveza (protifrancoska koalicija, ki je vključevala tudi Sveto rimsko cesarstvo, Švedsko, Španijo in več nemških držav).
Po poroki novembra 1677 je Viljem postal močan kandidat za angleški prestol, če bi bil njegov tast (in stric) Jakob izključen zaradi njegovega katolicizma. Med krizo v zvezi z zakonom o izključitvi leta 1680 je Karel najprej povabil Viljema, naj pride v Anglijo, da bi okrepil kraljev položaj proti zagovornikom izključevanja, nato pa je svoje povabilo umaknil – po tem je tudi lord Sunderland neuspešno poskušal privabiti Viljema k sebi, da bi izvršil pritisk na Karla. Kljub temu je Viljem na skrivaj prepričal Generalne stanove, da so Karlu poslali »namigovanje«, prošnjo, v kateri je kralja prosil, naj prepreči katoličanom, da bi ga nasledili, ne da bi izrecno imenoval Jakoba. Potem ko je prejel ogorčene reakcije Karla in Jakoba, je Viljem zanikal kakršno koli vpletenost.
Leta 1685, ko je Karla nasledil Jakob II., je Viljem sprva poskusil s spravnim pristopom, obenem pa se je trudil, da ne bi užalil protestantov v Angliji. Viljem, ki je vedno iskal načine, kako zmanjšati moč Francije, je upal, da se bo Jakob pridružil Augsburški ligi, toda leta 1687 je postalo jasno, da se Jakob ne bo pridružil protifrancoskemu zavezništvu. Odnosi med Viljemom in Jakobom so se nato poslabšali. Novembra je bilo objavljeno, da je Jakobova druga žena, Marija Modenska, noseča. Tisti mesec je Viljem, da bi pridobil naklonjenost angleških protestantov, Angležem napisal odprto pismo, v katerem je zavrnil Jakobovo prorimokatoliško politiko verske tolerance. Številni angleški politiki so v njem videli prijatelja in so z njim pogosto vzdrževali tajne stike leta in leta, zato so začeli pozivati k oboroženi invaziji na Anglijo.

## Slavna revolucija

### Invazija na Anglijo
Viljem je sprva nasprotoval možnosti invazije, vendar se večina zgodovinarjev zdaj strinja, da je začel zbirati ekspedicijsko silo aprila 1688, ko je postajalo vse bolj jasno, da bo Francija ostala zasedena zaradi pohodov v Nemčiji in Italiji in zato ne bo mogla izvesti napada. medtem ko bi bile Viljemove čete zasedene v Britaniji. Ker je verjel, da se Angleži ne bodo dobro odzvali na tujega napadalca, je v pismu kontraadmiralu Arthurju Herbertu zahteval, naj ga najuglednejši angleški protestanti najprej povabijo k napadu. Junija je Marija Modenska po nizu spontanih splavov rodila sina, Jamesa Francisa Edvarda Stuarta, ki je izpodrinil Viljemovo protestantsko ženo in postal prvi v nasledstveni vrsti in povečal možnost obstoječe katoliške monarhije. Javna jeza se je povečala tudi zaradi sojenja sedmim škofom, ki so javno nasprotovali Jakobovi izjavi o odpustku, ki je njegovim podložnikom podelila versko svobodo, politiki, za katero se je zdelo, da ogroža ustanovitev Anglikanske cerkve.
30. junija 1688 – istega dne, ko so bili škofje oproščeni – je skupina političnih osebnosti, kasneje znana kot » nesmrtna sedmerica «, Viljemu poslala uradno povabilo. Viljemove namere za invazijo so bile javno znane do septembra 1688.  Z nizozemsko vojsko se je Viljem 5. novembra 1688 izkrcal pri Brixhamu v jugozahodni Angliji.  Na obalo je prišel z ladje Den Briel in razglasil "svoboščine Anglije in protestantsko vero, ki jo bom ohranil". Viljemova flota je bila veliko večja od španske armade pred 100 leti: približno 463 ladij s 40.000 mož na krovu, vključno z 9500 mornarji, 11.000 pešci, 4000 konjeniki in 5000 angleškimi in hugenotskimi prostovoljci.  Jakobova podpora je začela razpadati skoraj takoj po Viljemovem prihodu; Protestantski častniki so prebegnili iz angleške vojske (najpomembnejši med njimi je bil Lord Churchill iz Eyemoutha, Jakobov najsposobnejši poveljnik), vplivni plemiči po vsej državi pa so izjavili, da podpirajo napadalca.
Jakob se je sprva poskušal upreti Viljemu, vendar je videl, da se bodo njegova prizadevanja izkazala za jalova. Poslal je predstavnike, da bi se pogajali z Viljemom, vendar je 11. in 21. decembra na skrivaj poskušal pobegniti in na poti vrgel Veliki pečat v Temzo.  Odkrila ga je in vrnila v London skupina ribičev. V drugem poskusu pobega 23. decembra mu je bilo dovoljeno oditi v Francijo. Viljem je dovolil Jakobu, da je zapustil državo, saj ni hotel iz njega narediti mučenika za rimskokatoliško stvar; v njegovem interesu je bilo, da se za Jakoba razume, da je državo zapustil po lastni volji, namesto da je bil prisiljen ali prestrašen v beg. Viljem je zadnja oseba, ki je uspešno napadla Anglijo z orožjem.

### Razglašen za kralja
Viljem je v Angliji sklical Konvencijski parlament, ki se je sestal 22. januarja 1689, da bi razpravljali o ustreznem ukrepanju po Jakobovem begu. Viljemse je počutil negotovega glede svojega položaja; čeprav je bila njegova žena pred njim v vrsti nasledstva prestola, je želel vladati kot kralj sam po sebi, ne pa kot zgolj soprog. Edini precedens za skupno monarhijo v Angliji je iz 16. stoletja, ko se je kraljica Marija I. poročila s Filipom Španskim. Filip je ostal kralj le v času življenja svoje žene, njegova moč pa je bila omejena. Viljem je po drugi strani zahteval, da ostane kralj tudi po ženini smrti. Ko je večina torijevskih lordov predlagala, da bi jo razglasili za edino vladarko, je Viljem zagrozil, da bo takoj zapustil državo. Poleg tega je Marija, ki je ostala zvesta svojemu možu, to zavrnila.
Spodnji dom je z vigovsko večino hitro ugotovil, da je prestol prazen in da je varneje, če je vladar protestant. V Lordski zbornici je bilo več torijcev, ki se sprva niso strinjali, a potem ko je Viljem zavrnil, da bi bil regent ali da bi ostal kralj le za časa življenja svoje žene, je prišlo do pogajanj med obema domovoma in lordi so se strinjali z ozkim večina, da je bil prestol prazen. 13. februarja 1689 je parlament sprejel Bill of Rights 1689, v katerem je menil, da je Jakob s poskusom pobega odstopil od vladanja kraljestva, s čimer je prestol ostal prazen.
Krona ni bila ponujena Jakobovemu malemu sinu, ki bi bil v normalnih okoliščinah dedič, temveč Viljemu in Mariji kot skupnim vladarjem. Vendar je bilo določeno, da "izključno in polno izvajanje kraljevske moči izvaja in izvaja le omenjeni princ Orange v imenu omenjenega princa in princese v času njunega skupnega življenja". 
Viljema in Marijo je 11. aprila 1689 v Westminstrski opatiji skupaj okronal londonski škof Henry Compton. Običajno kronanje opravi canterburyjski nadškof, vendar takratni nadškof William Sancroft ni hotel priznati Jakobove odstranitve.
Viljem je sklical tudi Stanovsko konvencijo Škotske, ki se je sestala 14. marca 1689 in poslala spravno pismo, medtem ko je Jakob poslal ošabne brezkompromisne ukaze, ki so večino nagnili v prid Viljemu. 11. aprila, na dan angleškega kronanja, je konvencija končno razglasila, da Jakob ni več škotski kralj. Viljemu in Mariji je bila ponujena škotska krona; kar so sprejeli 11. maja.

### Revolucijska poravnava
Viljem je spodbudil sprejetje zakona o strpnosti iz leta 1689, ki je protestantskim nekonformistom zagotovil versko strpnost. Vendar strpnosti ni razširil tako daleč, kot je želel, še vedno pa je omejeval versko svobodo katoličanov, netrinitarcev in nekrščanskih ver. Decembra 1689 je bil sprejet eden najpomembnejših ustavnih dokumentov v angleški zgodovini, Bill of Rights. Zakon, ki je ponovno izrazil in potrdil številne določbe prejšnje Izjave o pravicah, je določil omejitve kraljevih pravic. Med drugim je določal, da suveren ne more začasno prekiniti zakonov, ki jih je sprejel parlament, zaračunavati davkov brez soglasja parlamenta, kršiti pravice do peticije, dvigniti stalne vojske v času miru brez soglasja parlamenta, odrekati pravice do nošenja orožja protestantskim podanikom, neupravičeno vmešavati v parlamentarne volitve, kaznovati člane katerega koli doma parlamenta za kar koli, kar je bilo izrečeno med razpravami, zahtevati pretirano varščino ali izreči krute in nenavadne kazni. Viljem je nasprotoval uvedbi takšnih omejitev, vendar se je odločil, da se ne bo spuščal v spor s parlamentom in se strinjal, da bo spoštoval statut.
Listina pravic je uredila tudi vprašanje nasledstva krone. Po smrti Viljema ali Marije bo drugi še naprej vladal. Naslednja v nasledstveni vrsti je bila sestra Marije II., Ana, in njen potomec, sledili so ji vsi otroci, ki bi jih Viljem morda imel s kasnejšo poroko. Rimokatoličani, pa tudi tisti, ki so se poročili s katoličani, so bili izključeni.

## Vladanje z Marijo II.

### Odpor Jakobitov
Čeprav je večina v Britaniji sprejela Viljema in Marijo kot suverena, je pomembna manjšina zavračala priznanje njune zahteve po prestolu, namesto tega je verjela v božansko pravico kraljev, ki je trdila, da oblast monarha izhaja neposredno od Boga, in ne da bi jo na monarha prenesel Parlament. V naslednjih 57 letih so Jakobiti zahtevali obnovitev Jakoba in njegovih dedičev. Neprisežniki v Angliji in na Škotskem, vključno z več kot 400 duhovniki in več škofi anglikanske in škotske škofovske cerkve ter številnimi laiki, so zavrnili prisego zvestobe Viljemu.
Irsko so nadzorovali rimskokatoličani, zvesti Jakobu in francosko-irski Jakobiti, ki so prispeli iz Francije s francoskimi silami marca 1689, da bi se pridružili vojni na Irskem in se zoperstavili protestantskemu odporu pri obleganju Derryja. Viljem je julija poslal svojo mornarico v mesto, njegova vojska pa se je izkrala avgusta. Ko je napredek zastal, je Viljem osebno posredoval in popeljal svojo vojsko do zmage nad Jakobom v bitki pri Boynu 1. julija 1690 , po kateri je Jakob pobegnil nazaj v Francijo.
Po Viljemovi vrnitvi v Anglijo je bil njegov tesen prijatelj, nizozemski general Godert de Ginkell, ki je spremljal Viljema na Irsko in je poveljeval skupini nizozemske konjenice v bitki pri Boynu, imenovan za vrhovnega poveljnika Viljemovih sil na Irskem in mu je bilo zaupano nadaljnje vodenje tamkajšnje vojne. Ginkell je prevzel poveljstvo na Irskem spomladi 1691 in po bitki pri Aughrimu mu je uspelo zavzeti tako Galway kot Limerick, s čimer je v nekaj nadaljnjih mesecih učinkovito zatrl jakobitske sile na Irskem. Po težkih pogajanjih je bila 3. oktobra 1691 podpisana kapitulacija - pogodba v Limericku. Tako se je zaključila viljamovska pacifikacija Irske in za svoje zasluge je nizozemski general prejel uradno zahvalo spodnjega doma parlamenta, kralj pa mu je podelil naslov grofa Athlonskega.
Serija jakobitskih uporov je potekala tudi na Škotskem, kjer je vikont Dundee dvignil višavske sile in zmagal 27. julija 1689 v bitki pri Killiecrankieju, vendar je v bitki umrl in mesec dni pozneje so škotske kameronske sile ukrotile vstajo v bitki iz Dunkelda. Viljemje škotskim klanom, ki so sodelovali pri uporu, ponudil pomilostitev pod pogojem, da podpišejo zvestobo do določenega roka, njegova vlada na Škotskem pa je zamudo kaznovala s pokolom v Glencoeju leta 1692, ki je postal razvpit v jakobitski propagandi, saj je Viljem sopodpisal ukaze.  Uklonil se je javnemu mnenju, in odpustil odgovorne za pokol, čeprav so mu še vedno ostali naklonjeni; po besedah zgodovinarja Johna Dalberg-Actona je "eden postal polkovnik, drugi vitez, tretji peer in četrti grof." 
Viljemov ugled na Škotskem je utrpel dodatno škodo, ko je zavrnil angleško pomoč Darienski shemi, škotski koloniji (1698–1700), ki je katastrofalno propadla.

### Parlament in frakcija
Čeprav so bili vihijci Viljemovi najmočnejši podporniki, je bil sprva naklonjen politiki ravnotežja med vigovci in torijci. Markiz Halifaški, človek, znan po sposobnosti začrtanja zmerne politične smeri, si je pridobil Viljemovo zaupanje na začetku njegove vladavine. Vihijci, večina v parlamentu, so pričakovali, da bodo prevladovali v vladi, in bili so razočarani, ker jim je Viljem odrekel to priložnost. Ta 'uravnotežen' pristop k upravljanju ni trajal dlje kot leta 1690, saj so sprte frakcije onemogočale vladi, da bi vodila učinkovito politiko, in Viljem je v začetku tega leta pozval k novim volitvam.
Po parlamentarnih volitvah leta 1690 je Viljem začel favorizirati torijevce, ki sta jih vodila Danby in Nottingham. Medtem ko so bili torijci naklonjeni ohranitvi kraljevih pravic, so se Viljemu zdeli neprijazni, ko je prosil parlament, naj podpre njegovo nadaljevanje vojne s Francijo. Posledično je Viljem začel dajati prednost frakciji Vihijcev, znani kot Junto. Whigovska vlada je bila odgovorna za ustanovitev Bank of England po zgledu Bank of Amsterdam. Viljemova odločitev, da leta 1694 podeli kraljevo listino Bank of England, zasebni ustanovi v lasti bankirjev, je njegova najpomembnejša gospodarska zapuščina. Postavila je finančne temelje angleškega prevzema osrednje vloge Nizozemske republike in Banke Amsterdam v svetovni trgovini v 18. stoletju.
Viljem je leta 1695 razpustil parlament in novi parlament, ki se je zbral tisto leto, so vodili vihi. Po razkritju jakobitskega načrta za atentat nanj leta 1696 je podpora Williamu močno narasla. Parlament je sprejel osnutek zakona proti vodji Johnu Fenwicku in leta 1697 je bil obglavljen.

### Vojna v Evropi
Viljem je med svojo devetletno vojno (1688–1697) proti Franciji bil precej časa odsoten iz Britanije, vsako pomlad jo je zapustil in se vsako jesen vrnil v Anglijo. Anglija se je pridružila Augsburški ligi, ki je nato postala znana kot Velika aliansa. Medtem ko je bil Viljem odsoten in se bojeval, je njegova žena, Marija II., vladala kraljestvu, vendar je ravnala po njegovem nasvetu. Vsakič, ko se je vrnil v Anglijo, mu je Marija brez zadržkov predala svojo moč, kar je veljalo do konca Marijinega življenja.
Potem ko je angleško-nizozemsko ladjevje leta 1692 premagalo francosko ladjevje pri La Hogueu, so zavezniki za kratek čas nadzorovali morja, pogodba iz Limericka (1691) pa je pomirila Irsko. Hkrati se je Velika aliansa slabo odrezala v Evropi, saj je Viljem leta 1692 izgubil Namur proti španski Nizozemski, Francozi pod poveljstvom vojvode Luksemburškega pa so ga močno premagali v bitki pri Landenu leta 1693.

## Kasnejša leta
Marija II. je umrla za črnimi kozami 28. decembra 1694, tako da je Viljem III. vladal sam. Viljem je globoko obžaloval smrt svoje žene. Kljub spreobrnitvi v anglikanstvo je Viljemova priljubljenost v Angliji med njegovo vladavino kot edinega monarha strmo padla.

### Mir s Francijo
Leta 1696 je nizozemsko ozemlje Drenthe Viljema postavilo za svojega Stadtholderja. Istega leta so Jakobiti načrtovali atentat na Viljema III., da bi Jakoba vrnili na angleški prestol, a jim ni uspelo. V skladu s pogodbo iz Rijswijka (20. september 1697), ki je končala devetletno vojno, je francoski kralj Ludvik XIV. priznal Viljema III. za angleškega kralja in se zavezal, da ne bo več pomagal Jakobu II. Tako prikrajšani za podporo francoske dinastije po letu 1697 Jakobiti med Viljemovo vladavino niso več predstavljali resne grožnje.
Ko se je njegovo življenje bližalo koncu, je bil Viljem, tako kot mnogi drugi sodobni evropski vladarji, zaskrbljen zaradi vprašanja nasledstva španskega prestola, ki je s seboj prinesel ogromna ozemlja v Italiji, Nizozemskih deželah in Novem svetu. Karel II. Španski je bil invalid brez možnosti, da bi imel otroke; med njegovimi najbližjimi sorodniki sta bila Ludvik XIV. in Leopold I., cesar Svetega rimskega cesarstva. Viljem je poskušal preprečiti, da bi španska dediščina pripadla enemu od monarhov, saj se je bal, da bi takšna nesreča porušila ravnotežje moči . Viljem in Ludvik XIV. sta se strinjala s prvo delitveno pogodbo (1698), ki je predvidevala delitev španskega cesarstva: Jožef Ferdinand, volilni princ Bavarske, bi dobil Španijo, medtem ko bi si Francija in cesar Svetega rimskega cesarstva razdelila preostala ozemlja. Karel II. je sprejel imenovanje Jožefa Ferdinanda za svojega dediča in zdelo se je, da je bila vojna preprečena.
Ko pa je Jožef Ferdinand februarja 1699 umrl za črnimi kozami, se je vprašanje znova odprlo. Leta 1700 sta se Viljem in Ludvik XIV. strinjala z drugo delitveno pogodbo (imenovano tudi Londonska pogodba), po kateri bi ozemlja v Italiji prešla na sina francoskega kralja, druga španska ozemlja pa bi podedoval sin cesarja Svetega rimskega cesarstva. Ta ureditev je razjezila tako Špance, ki so si še vedno prizadevali preprečiti razpad svojega imperija, kot cesarja Svetega rimskega cesarstva, ki je menil, da so italijanska ozemlja veliko uporabnejša od drugih dežel.  Ko je konec leta 1700 umiral, se je nepričakovano vmešal španski Karel II.  Enostransko je vsa španska ozemlja zapustil Filipu, vojvodi Anžujskemu, vnuku Ludvika XIV. Francozi so priročno prezrli pogodbo o drugi razdelitvi in zahtevali celotno špansko dediščino. Poleg tega je Ludvik XIV. odtujil Viljema III., tako da je priznal Jakoba Francisa Edvarda Stuarta, sina nekdanjega kralja Jakoba II. (ki je umrl septembra 1701), kot de jure kralja Anglije. Naslednji spopad, znan kot vojna za špansko nasledstvo, je izbruhnil julija 1701 in se nadaljeval do leta 1713/1714.

### Angleško kraljevo nasledstvo
Druga kraljeva dediščina, poleg tiste v Španiji, je zadevala tudi Viljema. Njegov zakon z Marijo ni rodil otrok in ni bilo videti, da bi se ponovno poročil. Marijina sestra Ana je rodila številne otroke, ki so vsi umrli v otroštvu. Smrt njenega zadnjega preživelega otroka (princa Viljema, vojvode Gloucestrskega) leta 1700 je pustila edino osebo v nasledstveni liniji, ki jo je vzpostavila listina o pravicah. Ker bi popolna izčrpanost opredeljene nasledstvene linije spodbudila obnovitev rodu Jakoba II., je angleški parlament sprejel Akt o poravnavi iz leta 1701, ki je določal, da če Ana umre, ne da bi preživela potomca, Viljem pa ne bi imel preživelih potomcev z nobeno naslednjo poroko, bi krona prešla na daljno sorodnico, Sofijo, Hannovrsko (vnukinjo Jakoba I.) in na njene protestantske dediče. Zakon je rimskokatoličanom odvzel prestol in s tem izključil kandidaturo več deset ljudi, ki so bili tesneje povezani z Marijo in Ano kot Sofijo. Zakon je veljal za Anglijo in Irsko, ne pa tudi za Škotsko, katere posestva niso bila opravljena pred izbiro Sofije. 

## Smrt
Leta 1702 je Viljem umrl zaradi pljučnice, zapleta zaradi zlomljene ključnice po padcu s konja Sorrela. Govorilo se je, da je bil konj zaplenjen siru Johnu Fenwicku, enemu od Jakobitov, ki so se zarotili proti Viljemu. Ker se je njegov konj spotaknil v krtov brlog, je veliko Jakobitov nazdravilo "malemu gospodu v črnem žametnem telovniku". Mnogo kasneje je Winston Churchill v svoji Zgodovini angleško govorečih ljudstev izjavil, da je padec "odprl vrata četi zaleženih sovražnikov". Viljem je bil pokopan v Westminstrski opatiji poleg svoje žene. Njegova svakinja in sestrična Ana je postala kraljica Anglije, Škotske in Irske.
Viljemova smrt je pomenila, da bo ostal edini član nizozemske rodbine Orange, ki bo vladal Angliji. Člani te rodbine so služili kot stadtholderji Holandije in večine drugih provinc Nizozemske republike od časa Viljema Molčečega (Viljema I.). Pet provinc, katerih stadtholder je bil Viljem III. – Holandija, Zeelandija, Utrecht, Gelderland in Overijssel – je po njegovi smrti ta urad odpravilo. Tako je bil zadnji potomec Viljema I. po očetovi liniji, ki je bil imenovan za stadtholderja za večino provinc. Po oporoki Viljema III. je Ivan Viljem Friso podedoval kneževino Orange in več gospostev na Nizozemskem. Bil je Viljemov najbližji agnatski sorodnik, pa tudi vnuk Viljemove tete Henriete Katarine. Vendar pa je Friderik I. Pruski prav tako zahteval kneževino kot starejši kognatski dedič, njegova mati Ludvika Henrieta je bila starejša sestra Henriete Katarine. V skladu s pogodbo iz Utrechta (1713) je naslednik Friderika I., Friderik Viljem I. Pruski, odstopil svoje ozemeljske zahteve Ludviku XIV. Francoskemu in obdržal le pravico do naslova. Frisov posmrtni sin, Viljem IV ., je nasledil naslov ob njegovem rojstvu leta 1711; v delitveni pogodbi (1732) se je strinjal, da si bo s Friderikom Viljemom delil naslov "Oranški princ".

## Zapuščina
Viljemov glavni dosežek je bil obvladovanje Francije, ko je bila sposobna vsiliti svojo voljo po večjem delu Evrope. Njegov življenjski cilj je bil predvsem nasprotovanje francoskemu Ludviku XIV. Ta prizadevanja so se nadaljevala tudi po njegovi smrti med vojno za špansko nasledstvo. Druga pomembna posledica Viljamovega vladanja v Angliji je bila končanje hudega spora med krono in parlamentom, ki je trajal od pristopa prvega angleškega monarha iz rodbine Stuart, Jakoba I., leta 1603. Konflikt glede kraljeve in parlamentarne oblasti je privedel do angleške državljanske vojne v 1640-ih in Slavne revolucije leta 1688. Med Viljemovo vladavino pa je bil spor rešen v korist parlamenta z Bill of Rights iz leta 1689, Triennial Act 1694 in Act of Settlement 1701.

## Naslovi, slogi in grbi

### Naslovi in slogi
- 4. november 1650 – 9. julij 1672: Njegova visokost [126] princ Oranski, grof Nassauski [127]
- 9–16. julij 1672: Njegova visokost princ Oranski, Stadtholder Nizozemske
- 16. julij 1672 – 26. april 1674: Njegova visokost princ Oranski, Stadtholder Nizozemske in Zelandije
- 26. april 1674 – 13. februar 1689: Njegova visokost princ Oranski, Stadtholder Nizozemske, Zelandije, Utrechta, Gelderlanda in Overijssela
- 13. februar 1689 – 8. marec 1702: Njegovo veličanstvo kralj

### Grb
| Grb, ki ga je uporabljal William III kot princ Oranski | Grb angleškega kralja Viljema III | Grb kralja Viljema na Škotskem |

## Predniki
|  |                                             |  |  |  |  |  |  |  |  |  |  |  |  |  |  |  |
|  | 8. Viljem I. Oranski Molčeči                |  |  |  |  |  |  |  |  |  |  |  |  |  |  |  |
|  |                                             |  |  |  |  |  |  |  |  |  |  |  |  |  |  |  |
|  |                                             |  |  |  |  |  |  |  |  |  |  |  |  |  |  |  |
|  | 4. Friderik Henrik Oranski                  |  |  |  |  |  |  |  |  |  |  |  |  |  |  |  |
|  |                                             |  |  |  |  |  |  |  |  |  |  |  |  |  |  |  |
|  |                                             |  |  |  |  |  |  |  |  |  |  |  |  |  |  |  |
|  | 9. Ludvika de Coligny                       |  |  |  |  |  |  |  |  |  |  |  |  |  |  |  |
|  |                                             |  |  |  |  |  |  |  |  |  |  |  |  |  |  |  |
|  |                                             |  |  |  |  |  |  |  |  |  |  |  |  |  |  |  |
|  | 2. Viljem II. Oranski                       |  |  |  |  |  |  |  |  |  |  |  |  |  |  |  |
|  |                                             |  |  |  |  |  |  |  |  |  |  |  |  |  |  |  |
|  |                                             |  |  |  |  |  |  |  |  |  |  |  |  |  |  |  |
|  | 10. Janez Albert I., grof Solms-Braunfelški |  |  |  |  |  |  |  |  |  |  |  |  |  |  |  |
|  |                                             |  |  |  |  |  |  |  |  |  |  |  |  |  |  |  |
|  |                                             |  |  |  |  |  |  |  |  |  |  |  |  |  |  |  |
|  | 5. Amalija Solms-Braunfelska                |  |  |  |  |  |  |  |  |  |  |  |  |  |  |  |
|  |                                             |  |  |  |  |  |  |  |  |  |  |  |  |  |  |  |
|  |                                             |  |  |  |  |  |  |  |  |  |  |  |  |  |  |  |
|  | 11. grofica Neža Sayn-Wittgensteinska       |  |  |  |  |  |  |  |  |  |  |  |  |  |  |  |
|  |                                             |  |  |  |  |  |  |  |  |  |  |  |  |  |  |  |
|  |                                             |  |  |  |  |  |  |  |  |  |  |  |  |  |  |  |
|  | 1. Viljem III. Oranski (Angleški)           |  |  |  |  |  |  |  |  |  |  |  |  |  |  |  |
|  |                                             |  |  |  |  |  |  |  |  |  |  |  |  |  |  |  |
|  |                                             |  |  |  |  |  |  |  |  |  |  |  |  |  |  |  |
|  | 12. Jakob VI. in I.                         |  |  |  |  |  |  |  |  |  |  |  |  |  |  |  |
|  |                                             |  |  |  |  |  |  |  |  |  |  |  |  |  |  |  |
|  |                                             |  |  |  |  |  |  |  |  |  |  |  |  |  |  |  |
|  | 6. Karel I. Angleški                        |  |  |  |  |  |  |  |  |  |  |  |  |  |  |  |
|  |                                             |  |  |  |  |  |  |  |  |  |  |  |  |  |  |  |
|  |                                             |  |  |  |  |  |  |  |  |  |  |  |  |  |  |  |
|  | 13. Ana Danska                              |  |  |  |  |  |  |  |  |  |  |  |  |  |  |  |
|  |                                             |  |  |  |  |  |  |  |  |  |  |  |  |  |  |  |
|  |                                             |  |  |  |  |  |  |  |  |  |  |  |  |  |  |  |
|  | 3. Marija, kraljevska princesa              |  |  |  |  |  |  |  |  |  |  |  |  |  |  |  |
|  |                                             |  |  |  |  |  |  |  |  |  |  |  |  |  |  |  |
|  |                                             |  |  |  |  |  |  |  |  |  |  |  |  |  |  |  |
|  | 14. Henrik IV. Francoski                    |  |  |  |  |  |  |  |  |  |  |  |  |  |  |  |
|  |                                             |  |  |  |  |  |  |  |  |  |  |  |  |  |  |  |
|  |                                             |  |  |  |  |  |  |  |  |  |  |  |  |  |  |  |
|  | 7. Henrieta Marija Francoska                |  |  |  |  |  |  |  |  |  |  |  |  |  |  |  |
|  |                                             |  |  |  |  |  |  |  |  |  |  |  |  |  |  |  |
|  |                                             |  |  |  |  |  |  |  |  |  |  |  |  |  |  |  |
|  | 15. Marija Medici                           |  |  |  |  |  |  |  |  |  |  |  |  |  |  |  |
|  |                                             |  |  |  |  |  |  |  |  |  |  |  |  |  |  |  |
|  |                                             |  |  |  |  |  |  |  |  |  |  |  |  |  |  |  |